# Karol - Un papa rimasto uomo
Karol - Un papa rimasto uomo (pol. Karol – Papież, który pozostał człowiekiem) è una miniserie televisiva in due puntate del 2006, séguito della miniserie dell'anno precedente intitolata Karol - Un uomo diventato papa. 
Tratto dal libro Karol di Gian Franco Svidercoschi, diretto dal regista Giacomo Battiato e prodotto da R.T.I., il film narra le vicende relative al pontificato di papa Giovanni Paolo II dall'elezione a papa del 16 ottobre 1978, passando per l'attentato, la caduta del muro di Berlino, sino alla morte avvenuta il 2 aprile 2005. Il protagonista è interpretato da Piotr Adamczyk.
È stato trasmesso in anteprima a Città del Vaticano il 30 marzo 2006; in Italia è andato in onda su Canale 5 in prima serata nei giorni 10 e 11 maggio.

## Trama

### Prima puntata
22 ottobre 1978. Karol Wojtyła diventa papa Giovanni Paolo II. A Mosca, intanto, gli agenti del KGB fanno rapporto al Capo del Primo Distretto Centrale Krjučkov per la sua chiara politica antisocialista. Durante il primo viaggio apostolico in Messico, Wojtyła viene informato da alcuni membri dell'autorità della complessa e difficile situazione messicana. Alla notizia di un viaggio del papa in Polonia, il KGB contatta dei terroristi turchi per pianificare un attentato: il terrorista dei lupi grigi Mehmet Ali Ağca viene scelto come esecutore materiale dell'attentato. In conseguenza del viaggio di Wojtyła, in Polonia nasce Solidarność, un sindacato autonomo guidato da Lech Wałęsa. È il 13 maggio 1981: Ali Ağca raggiunge Roma e, nascosto tra la folla, al passaggio del papa su Piazza San Pietro gli spara due colpi, ma viene bloccato e arrestato. Wojtyła viene operato d'urgenza al Policlinico Gemelli e, dopo un intervento di 5 ore, riesce a sopravvivere. Tornato attivo dopo alcuni mesi, il papa affida al cardinale Joseph Ratzinger la carica di Capo del Congresso della Dottrina della Fede per la riaffermazione dei valori cattolici, e a Madre Teresa di Calcutta il compito di diffondere la fede nel mondo. In Polonia intanto la situazione degenera: il presidente Jaruzelski dichiara lo stato d'assedio, Walesa viene confinato in un luogo sconosciuto, e un giovane sacerdote operaio di nome Popiełuszko fa appello al papa per un aiuto ai sindacalisti ma viene arrestato. Dopo aver concesso il perdono ad Ağca e aver compiuto nuovi viaggi in Sud America e India, Wojtyła convoca il generale Jaruzelski per un nuovo viaggio in Polonia, a Danzica, la polveriera delle lotte operaie. Nel 1989 il papa assiste al crollo del muro di Berlino.

### Seconda puntata
Gennaio 1991. Con l'esplosione della guerra del Golfo e il bombardamento a Baghdad, Wojtyła convoca d'urgenza il Sacro Collegio per creare un dialogo tra le varie religioni monoteiste per la pace. L'anno dopo a Wojtyła viene diagnosticato un tumore intestinale e viene operato d'urgenza. Appena ripresosi ricomincia la sua attività: il nuovo Segretario di Stato mons. Sodano lo informa della morte del giudice Paolo Borsellino e della sua scorta, e nel 1993 Wojtyła pronuncia un duro discorso contro la mafia in Sicilia alla Valle dei templi. Dopo un viaggio in Africa, la salute di Wojtyła comincia a declinare: le numerose cadute improvvise che portano una rottura del femore portano il suo medico personale, il dott. Renato Buzzonetti, a scoprire che Wojtyła soffre del morbo di Parkinson. Nonostante l'inasprirsi della malattia, il papa continua a viaggiare prima in Bosnia e poi a Parigi incontrando i giovani, a lui tanto cari. Dopo la morte di Madre Teresa, Wojtyła comincia la preparazione al Giubileo del 2000, dopo il quale compie un viaggio in Israele, ma la sua salute continua a peggiorare drasticamente. In seguito all'attentato dell'11 settembre 2001 e allo scoppio della guerra in Iraq nel 2003, Wojtyła continua a professare la pace, ma una grave crisi respiratoria gli impone una tracheotomia che lo porta a perdere quasi del tutto l'uso della voce. Dopo le ultime benedizioni ai fedeli negli ultimi mesi di vita, il 2 aprile 2005 Wojtyła muore nel suo letto, pianto da una folla immensa proveniente da tutto il mondo.

## Produzione
La miniserie, seguito di Karol - Un uomo diventato papa, segue le vicende di papa Giovanni Paolo II, dopo la sua elezione a Papa, avvenuta alla fine della prima serie. La serie è ispirata al romanzo Storia di Karol di Gian Franco Svidercoschi. È prodotto da Pietro Valsecchi per la Taodue e Mediaset, insieme alla polacca Capri Film. La regia è sempre affidata a Giacomo Battiato. Il papa è interpretato da Piotr Adamczyk, mentre nel cast troviamo Daniela Giordano nei panni di Suor Tobiana, Michele Placido nel ruolo del dott. Buzzonetti, e Adriana Asti nei panni di Madre Teresa di Calcutta. Per interpretare il personaggio, Piotr Adamczyk ha dovuto sottoporsi a 4 ore di trucco giornaliere.
Le riprese sono cominciate il 3 ottobre 2005 in Sudafrica dove sono state girate le scene del viaggio del 1993 del papa tra i poveri. Successivamente la troupe si è spostata in India, per la scena dell'incontro tra Wojtyła e Madre Teresa di Calcutta. In seguito le riprese si spostarono a Granada, a Roma e in Polonia, per la scena del primo viaggio del papa nella sua terra natia. Il film ha avuto un budget di 12 milioni di euro, comprendendo oltre 20.000 comparse.
Per il trucco è stato scelto il Premio Oscar Manlio Rocchetti, mentre per la fotografia c'è Gianni Mammoliti. La colonna sonora è stata composta da Ennio Morricone.
Nella scena dell'attentato, si vede comparire una Citroën C2, vettura entrata in produzione nel 2003.

## Distribuzione
Il film è stato trasmesso in anteprima nella Città del Vaticano il 30 marzo 2006, mentre in Polonia è stata proiettata nei cinema il 13 ottobre 2006. Anche in Messico è uscito nelle sale il 22 settembre 2006.
In Italia era inizialmente programmato per andare in onda il 2 e 3 aprile in prima serata su Canale 5, ma in seguito la Taodue e Mediaset decisero di posticipare la messa in onda per evitare il confronto col faccia a faccia Prodi-Berlusconi. È andato in onda il 10 e 11 maggio su Canale 5.

## Dati d'ascolto in Italia
| Emittente Televisiva | Data           | Puntata | Telespettatori | Share   |
| -------------------- | -------------- | ------- | -------------- | ------- |
| Canale 5             | 10 maggio 2006 | Prima   | 6.640.000      | 28.88%  |
| Canale 5             | 11 maggio 2006 | Seconda | 6.000.000      | 23,31%. |

La miniserie è spesso replicata su Rete 4, Canale 5, Mediaset Extra e su TV2000. 
La miniserie è stata messa anche in commercio in edizione Home video.

## Premi
Premio Internazionale Sant'Antonio - 2006